# Ri Tu-ik
Ri Tu-ik (* 1921 in der Jilin, China; † 13. März 2002) war ein nordkoreanischer Politiker der Partei der Arbeit Koreas (PdAK) sowie Vizemarschall der Koreanischen Volksarmee, der unter anderem Mitglied der Zentralen Militärkommission war.

## Leben
Ri Tu-ik schloss sich Ende der 1930er Jahre dem Partisanenkampf von Kim Il-sung an und gehörte zu dessen Sicherheitseskorte. Nach einer Ausbildung im Guerillakampf in Nordostchina leitete er als Angehörige der 88. Sonderaufklärungsbrigade der sowjetischen Roten Armee Aufklärungseinsätze gegen die japanische Besatzungsmacht in Jilin sowie in Nord-Hamgyŏng. 1945 wurde er zunächst Zugführer sowie im Anschluss 1948 Kompaniechef in der Sicherheitseskorte von Kim Il-sung. 
Während des Koreakrieges, der sogenannten „Siegreichen Befreiung des Vaterlandes“, wurde Ri 1951 Kommandeur eines Bataillons und absolvierte danach zwischen 1954 und 1958 eine militärische Fortbildung in den Bereichen Gemeinsame Kriegführung und Sonderoperationen in der Sowjetunion. Nach seiner Rückkehr wurde er 1958 Kommandeur des 3. Regiments und später stellvertretender Kommandeur der 9. Division, ehe  1962 zum Kommandeur der 9. Division ernannt wurde. Am 8. Oktober 1962 wurde er zudem erstmals zum Deputierte der Obersten Volksversammlung gewählt. 1963 erfolgte seine Beförderung zum Generalleutnant und Ernennung zum Leiter der Operationsabteilung des Generalstabes der Volksarmee. Im Anschluss fungierte er zwischen 1965 und 1973 als Kommandierender General des VII. Armeekorps und war während dieser Zeit im Vietnamkrieg zwischen 1967 und 1968 Berater des Vietcong, der Nationalen Front für die Befreiung Südvietnams.
Ende der 1968er Jahre hatte Ri Tu-ik maßgeblichen Anteilen an Säuberungen innerhalb der Volksarmee und wurde 1968 selbst zum Generaloberst befördert. Auf dem V. Parteitag der PdAK 1970 wurde er erstmals Mitglied des Zentralkomitees der PdAK. Nachdem er zwischen 1973 und 1976 Kommandeur der 2. Armeegruppe war, fungierte er von 1977 bis 1980 als Kommandierender General des II. Armeekorps und wurde daraufhin 1980 Kommandierender General des IV. Armeekorps. Auf dem VI. Parteitag der PdAK, der vom 10. bis zum 14. Oktober 1980 in Pjöngjang stattfand, wurde er des Weiteren zum Mitglied der Zentralen Militärkommission gewählt. 1985 wurde er zum General befördert und übernahm von Ende der 1980er Jahre bis 1992 den Posten als Kommandierender General des Verteidigungskorps von Pjöngjang.
Ri wurde im April 1992 zum Vizemarschall befördert und blieb auch nach dem Tode Kim Il-sungs und dem Amtsantritt von dessen Sohn Kim Jong-il 1994 als Mitglied der Zentralen Militärkommission und Kim Jong-ils Berater im politische Leben aktiv. Nachdem er sich 1997 einer medizinischen Behandlung in der Volksrepublik China unterzogen hatte, erschien er nach 1999 nicht mehr in der Öffentlichkeit. Nach seinem Tode am 13. März 2002 wurde er nach Berichten der Koreanischen Zentralen Nachrichtenagentur (KCNA) am 13. September 2002 am 15. März 2002 auf dem Patriotischen und Revolutionären Märtyrer-Friedhof auf dem Berg Taesongsan beigesetzt.